# Чорна Білостоцька
Чорна Білосто́цька (пол. Czarna Białostocka) — місто в північно-східній Польщі.
Належить до Білостоцького повіту Підляського воєводства.

## Демографія
Демографічна структура станом на 31 березня 2011 року:
|          | Загалом | Допрацездатний вік | Працездатний вік | Постпрацездатний вік |
| -------- | ------- | ------------------ | ---------------- | -------------------- |
| Чоловіки | 4709    | 895                | 3327             | 487                  |
| Жінки    | 5063    | 927                | 3055             | 1081                 |
| Разом    | 9772    | 1822               | 6382             | 1568                 |